# Hindustan

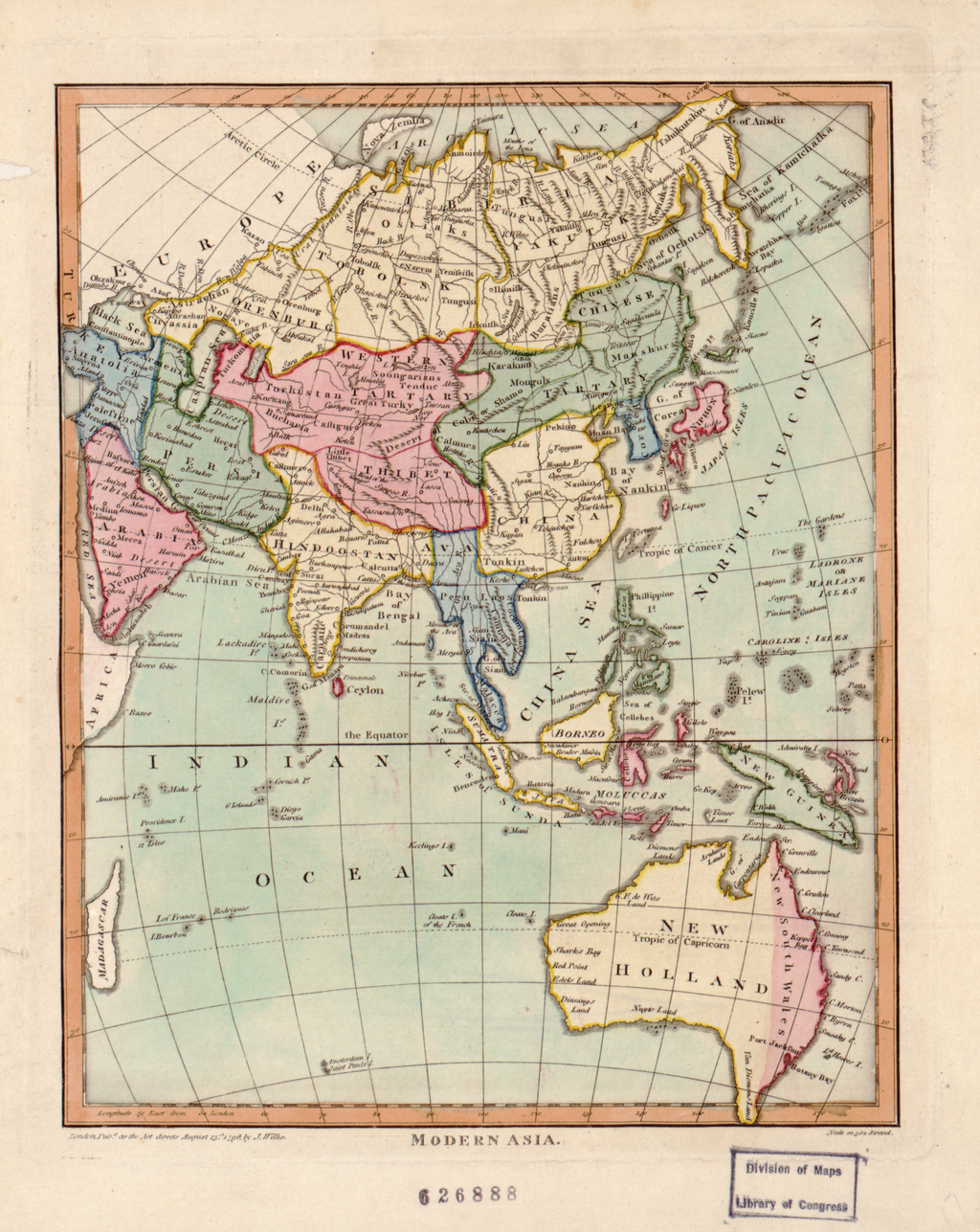
Aquest mapa, anomenat "Àsia moderna", de 1796, designa l'Índia com a Hindustan.

Hindustan és un terme aplicat sovint per a definir la part del subcontinent indi al nord de les muntanyes Vindhya, en oposició al Dècan, al sud d'aquestes muntanyes. Així l'Hindustan tindria com a límits, al nord a les muntanyes de l'Himàlaia, a l'est a Assam i Birmània, a l'oest al Panjab i al sud a les muntanyes Vindhya.
Amb aquesta denominació els historiadors musulmans designaven un territori més petit, format pel Panjab oriental, la Rajputana o Rajasthan i les antigues Províncies Unides d'Agra i Oudh.
Durant el segle xviii i fins al començament del segle xix, els geògrafs van usar el terme per a designar tota l'Índia, ja que el nom vol dir "país dels hindus", i per extensió la llengua franca del nord de l'Índia.

## Etimologia
Prové de la combinació de dues paraules d'origen indoeuropeu. Hindu (s. XVII), mot sànscrit que significa riu i del qual deriva les paraules "hindú" i "Índia", i -stan, d'origen pèrsic que significa "territori" o "un lloc on estàs/estan". Per tant, Hindustan significa "la terra del riu" o "el territori dels indis".